# Sirsaganj
Sirsaganj é uma cidade  no distrito de Firozabad, no estado indiano de Uttar Pradesh.

## Geografia
Sirsaganj está localizada a 27° 03′ N, 78° 42′ L. Tem uma altitude média de 162 metros (531 pés).

## Demografia
Segundo o censo de 2001, Sirsaganj tinha uma população de 26,524 habitantes. Os indivíduos do sexo masculino constituem 53% da população e os do sexo feminino 47%. Sirsaganj tem uma taxa de literacia de 67%, superior à média nacional de 59.5%: a literacia no sexo masculino é de 72% e no sexo feminino é de 62%. Em Sirsaganj, 16% da população está abaixo dos 6 anos de idade.